# Пафнутий (Овчинников)
Пафну́тий (в миру Полика́рп Петро́вич Овчи́нников; 1827, посад Воронок, Стародубский уезд, Черниговская губерния — 23 февраля 1907, Белая Криница, Буковина, Австро-Венгрия) — деятель старообрядчества и единоверия, был епископом Коломенским Белокриницкой иерархии, затем стал единоверческим иеромонахом, и некоторое время был настоятелем Никольского единоверческого монастыря в Москве, церковный писатель. Последние 25 лет жизни был старообрядческим иноком.

## Биография
Сын купца 3-й гильдии. С самого раннего детства в нём пробудилась склонность к религиозному созерцанию.
В 19 лет он удалился в уединенное место для молитвы и размышлений и так прожил четыре года. В 1851 году, разуверившись в беглопоповстве, ушёл за границу, в Молдавию, а затем по приглашению инока Павла Белокриницкого перешёл в Белую Криницу, где и присоединился к белокриницкой иерархии.
Через некоторое время принял постриг. В 1853 году был рукоположён в сан диакона, затем возведён в архидиаконы.
После смерти инока Павла, в 1855 года, архидиакон Пафнутий удалился в Тисский монастырь для уединенной жизни и безмолвия.
В конце 1857 года по просьбе московского архиепископа Антония он отправляется в Москву, где его рукополагают в сан священноинока.
20 сентября 1858 года по просьбе старообрядцев и согласно желанию архиепископа он поставлен в епископа Коломенского.
Из-за личного столкновения с некоторыми видными мирянами 7 июля 1860 года по собственной просьбе освобождён от управления епархией.
В это время он вместе с другими молодыми старообрядцами всецело предался работе по распространению и укреплению старообрядчества посредством организации различных культурно-просветительских учреждений: школ, училищ, типографий и пр.
В 1861 года ездил в Лондон, где встречался с Герценом, Огарёвым, Бакуниным и Кельсиевым. В результате знакомства епископ Пафнутий вынес самые негативные впечатления о целях их деятельности.
23 июня 1865 года епископ Пафнутий (Овчинников) вместе с епископом Браиловским Онуфрием (Парусовым), иеромонахом Иоасафом, архидиаконом и секретарём-письмоводителем Белокриницкой митрополии Филаретом (Захаровием) и иеродьяконом Мельхиседеком, в Московском Троицком единоверческом храме, епископом Дмитровским Леонидом, викарием Московской епархии были присоединены к Православной Церкви на правах единоверия.
Вскоре Пафнутий был рукоположён в сан иеромонаха.
С середины 1867 года по 10 июня 1868 года с благословения митрополита Московского и Коломенского Филарета, в должности настоятеля управлял Московским Никольским единоверческим монастырем.
Впоследствии Пафнутий оставил единоверие, поступив в число братии Кремлёвского Чудова монастыря.
Имел природный дар слова и почти 15 лет по воскресеньям произносил проповеди, и вел миссионерские «народные беседы» с Кремлёвского Красного крыльца.
За миссионерские труды был награждён наперсным крестом и получал от Святейшего Синода ежегодное жалование в размере 500 рублей.
Отрицая старообрядческую раскольническую иерархию, оставался последовательным защитником «старых обрядов». Ещё будучи миссионером синодальной церкви, Пафнутий составил «Апологию христиан-старообрядцев, или рассмотрение и опровержение обвинений, возводимых на старообрядчество духовно-господствующей литературой», из-за которой у него возник конфликт со священноначалием Российской Православной Церкви и он был лишён ежегодного жалования выдававшегося за миссионерские труды против раскола.
В 1882 году бежал за границу — в Австрию, поселившись сначала в старообрядческом Мануиловском монастыре, а потом вернувшись в старообрядческий Белокриницкий монастырь, где жил как простой инок.
По отзывам близко знавших его имел заносчивый и неуживчивый характер: был самолюбив, горд и властолюбив, поэтому не смог долго управлять Никольским единоверческим монастырём, потом так же настроил против себя настоятеля и братию Чудова монастыря, и даже в последнем старообрядческом Белокриницком монастыре Пафнутий настроил обитателей против себя, так, что был вынужден покинуть ограду монастыря и поселиться где-то поблизости.
Так же по некоторым свидетельствам до самой смерти относился недоброжелательно к старообрядческому расколу, почему и не подверг себя старообрядческому чиноприёму (формально оставаясь православным иеромонахом): Белокницкого митрополита не признавал за архиерея, посты не соблюдал и в старообрядческую церковь на богослужение ходил очень редко и даже когда приходил, то в церкви не молился и не причащался.
Умер 23 февраля 1907 года в Белой Кринице.

## Литературные труды
- Ответы на вопросы лужковцев, 1858 г. — РГБ ОР. Ф. 247. № 389; БАН ОРРК. Ф. 75. № 92;
- Ответы православной церкви на вопросы безпоповщины, 1862 г. — РГБ ОР. Ф. 247. № 395;
- Замечания на статью «Вести из Москвы о старообрядцах» // Дух христианина. 1865. — № 8. — Отд. 3. Смесь. — С. 236—240 (совм. с еп. Онуфрием (Парусовым));
- Объяснительные записки, поданные митр. Филарету искавшими присоединения к правосл. Церкви членами Белокриницкой иерархии в 1865 г.: Записка о. Пафнутия, епископа Коломенского // Братское слово. 1884. — № 13. — С. 165—176;
- Переписка Пафнутия… с нек-рыми влиятельными в расколе лицами // Братское слово. 1885. — № 11/13;
- Слово об издании книги Псалтырь со святоотеческими приложениями // Братское слово. 1894. — № 16/18. — С. 493—501;
- Беседа в Белой Кринице о совр. церковных вопросах. — Черновцы, 1901.
- Письма о. Пафнутия (Овчинникова)… к проф. Н. И. Субботину (1864—1876) // Чтения в Обществе истории и древностей российских. 1915. — Кн. 1. — С. 781—878;
- Письмо «труженице Татьяне Борисьевне» и др. лицам от 12 янв. 1887 г. // Старообрядческий пастырь. 1914. — № 10. — С. 806—807.